# Josef von Hepperger

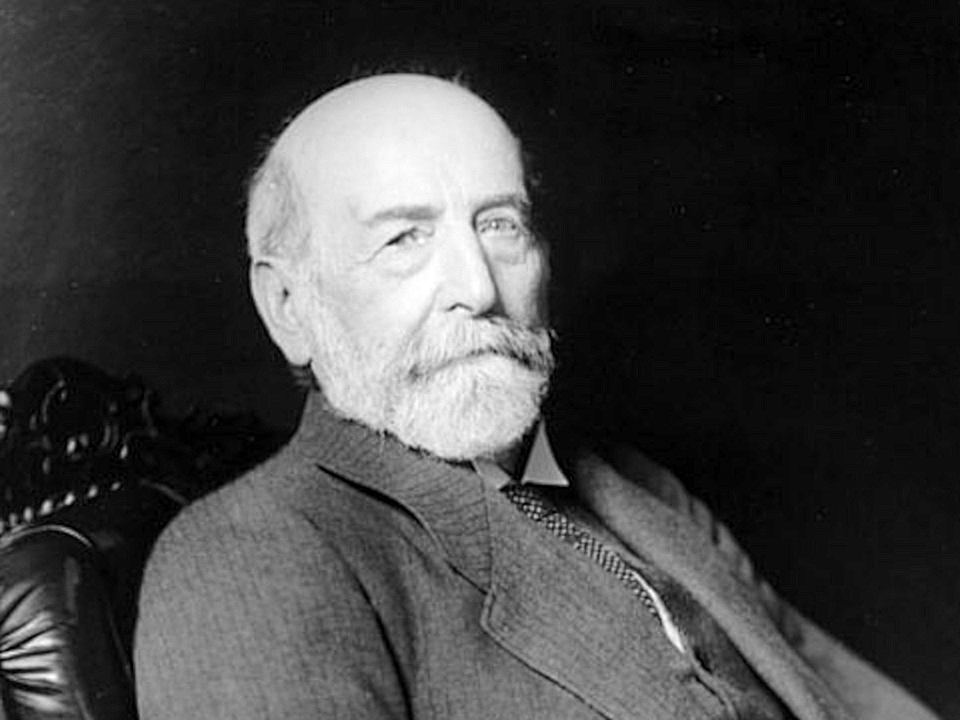
Josef Hepperger um 1924

Josef von Hepperger zu Tirschtenberg und Hoffensthal (geboren 11. November 1855 in Gries, Kaisertum Österreich; gestorben 12. September 1928 in Bozen, Italien) war ein österreichischer Astronom.

## Leben
Der im Ansitz Berndorf in Gries geborene Hepperger studierte ab 1873 Mathematik, Physik und Astronomie in Innsbruck, München, Würzburg und Wien, legte 1878 die Lehramtsprüfung ab und wurde 1879 in Wien promoviert. Im selben Jahr ging er an die Wiener Sternwarte, wo er 1880 Assistent wurde. 1884 wurde er nach der Habilitation Privatdozent. Ab 1891 war er 10 Jahre lang außerordentlicher Professor für Astronomie an der Universität Graz. Der Lehrstuhl war gerade neu gegründet worden, die Sternwarte bestand seit 1875, zuvor vertraten dort Karl Friesach (1821–1891), Ludwig Boltzmann (1844–1906) und Johannes Frischauf (1837–1924) „nebenbei“ die Astronomie. 1901 wurde er ordentlicher Professor für theoretische Astronomie in Wien. Von 1909 bis 1928 war er Direktor der Universitätssternwarte Wien. Obwohl der Schwerpunkt seiner Arbeiten im Bereich der klassischen (Positions-)Astronomie lag, unterstützte er als Sternwartendirektor auch spektralanalytische Untersuchungen.
Er war Herausgeber und Bearbeiter des Sternkatalogs von W. Oeltzen (Katalog von 26060 Sternen). Für seine Bahnbestimmung des Kometen Biela erhielt er einen Preis der Wiener Akademie der Wissenschaften. Er schrieb auch einen Artikel über Bahnbestimmung in der Enzyklopädie der mathematischen Wissenschaften.